# Famille Sforza
 (juillet 2024).
La famille Sforza ou Sforce est une famille romagnole de premier plan de la Renaissance, particulièrement active dans le duché de Milan.

## Histoire

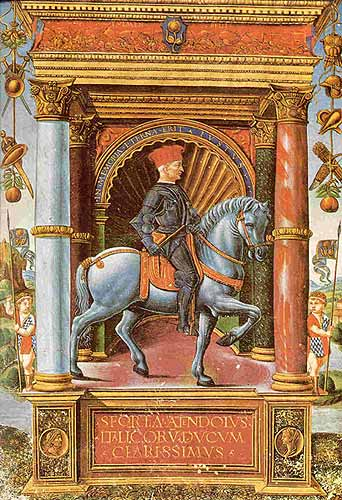
Giacomo Attendolo (1369-1424), dit « Sforza ».

Cette famille a été fondée par Giacomo Attendolo, né à Cotignola près de Ravenne en 1369 et mort en 1424.
Originaire de Romagne, ce condottiere sert les rois angevins de Naples. Le condottiere Alberico da Barbiano le surnomme « Sforza », ce qui signifie « Le Fort » en français car c'était un homme doué pour les combats. À sa mort, Jeanne II de Naples souhaite que son surnom se perpétue. Il est le plus connu de cette dynastie de condottieri.

### Armoiries et emblématique
Les armoiries primitives des Sforza sont, comme souvent au Moyen Âge, des armoiries parlantes. La maison porte « un lion d'or, armé et lampassé de gueules, tenant un coing d'or tigé et feuillé de sinople sur champ d'azur ». Le coing (cotogno en dialecte de Romagne) rappelait la ville d'origine de la famille (Cotignola). Le lion serait une concession de l'empereur Robert de Wittelsbach en 1401. L'écu était complété par un cimier rappelant un épisode de la vie de Francesco Sforza au cours duquel le condottiere s'était vu offrir par le marquis de Ferrare une de ses bagues, ornée d'un gros diamant. Le cimier représentait donc un buste de dragon à tête de vieillard tendant de ses mains une bague ornée d'un diamant, les ailes chargées d'anneaux d'or.
La branche milanaise, pour manifester sa filiation avec les Visconti, qui exerçaient la seigneurie sur Milan avant elle, adopta de nouvelles armoiries, associant celles de l'Empire et des Visconti sous différentes formes : en écartelé, en parti, avec l'Empire en chef... Il reprit de façon générale de nombreux éléments de l'emblématique des Visconti, comme la tourterelle, le soleil ardent, le linge noué, etc. Par la suite, les Sforza enrichirent cette emblématique, avec notamment les boutefeux ardents portant des seaux d'eau.

Armoiries primitives des Sforza, le lion au coing (pomma de cotogno) évoquant la ville de Cotignola.
Armoiries des Sforza de Milan, écartelées de l'Empire et de Visconti.
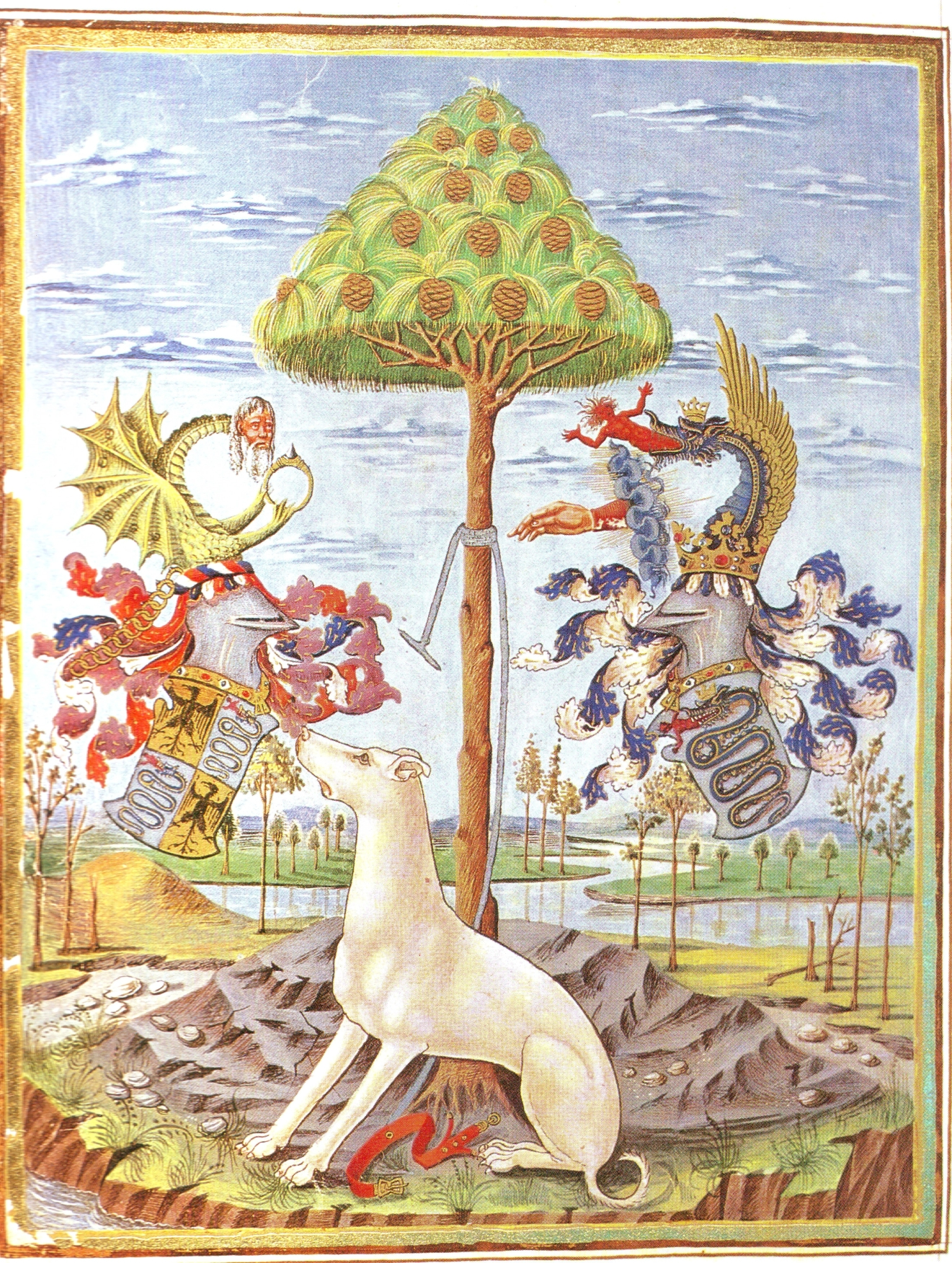
Armoiries des Sforza et des Visconti.
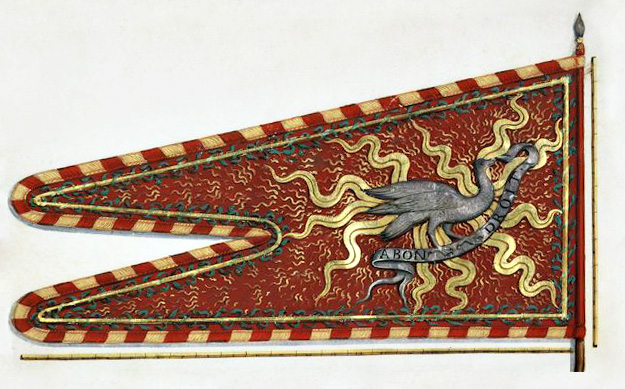
La colombe des Visconti sur un guidon de Maximilien Sforza.
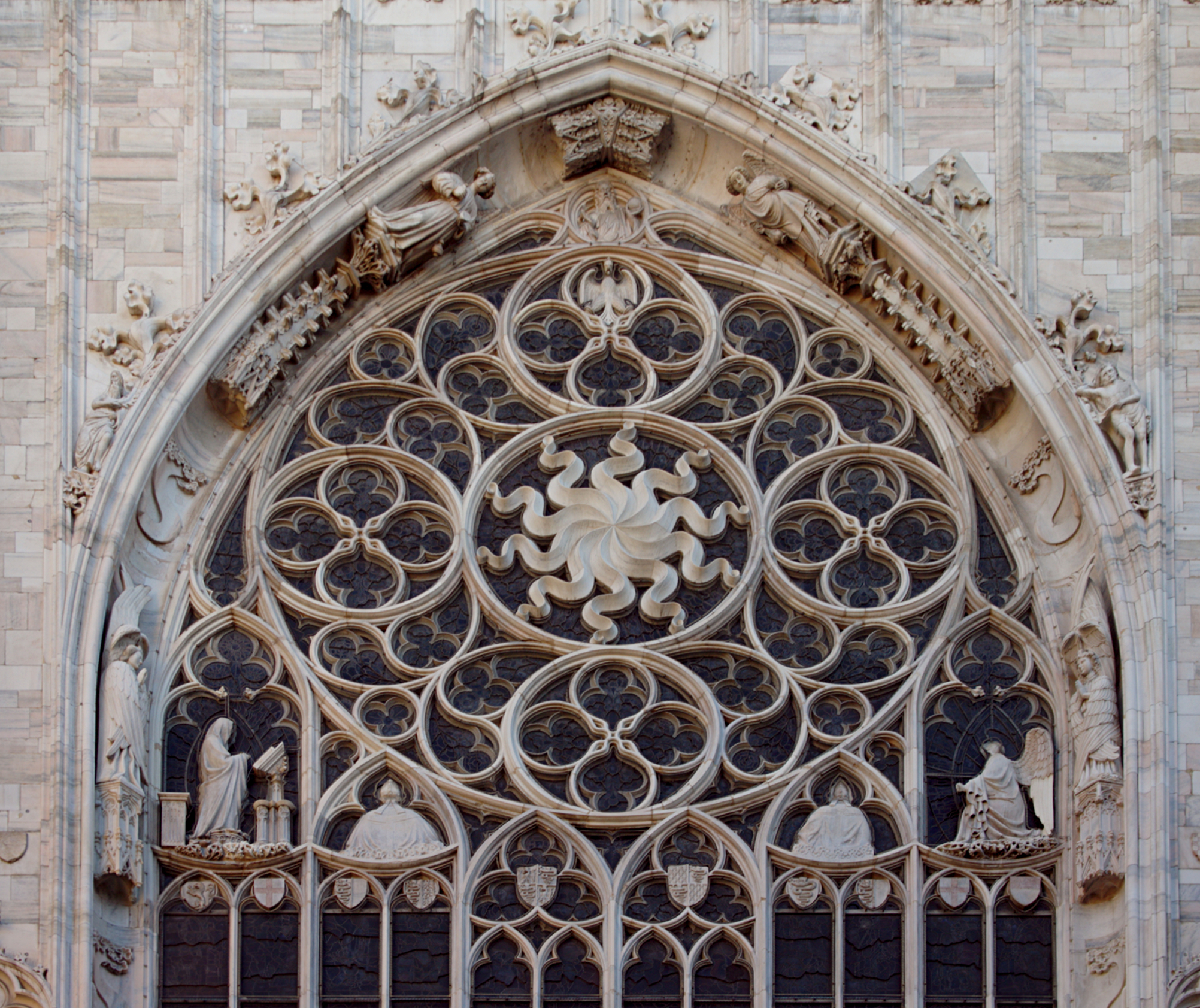
La razza, soleil ardent des Visconti reprise par les Sforza.
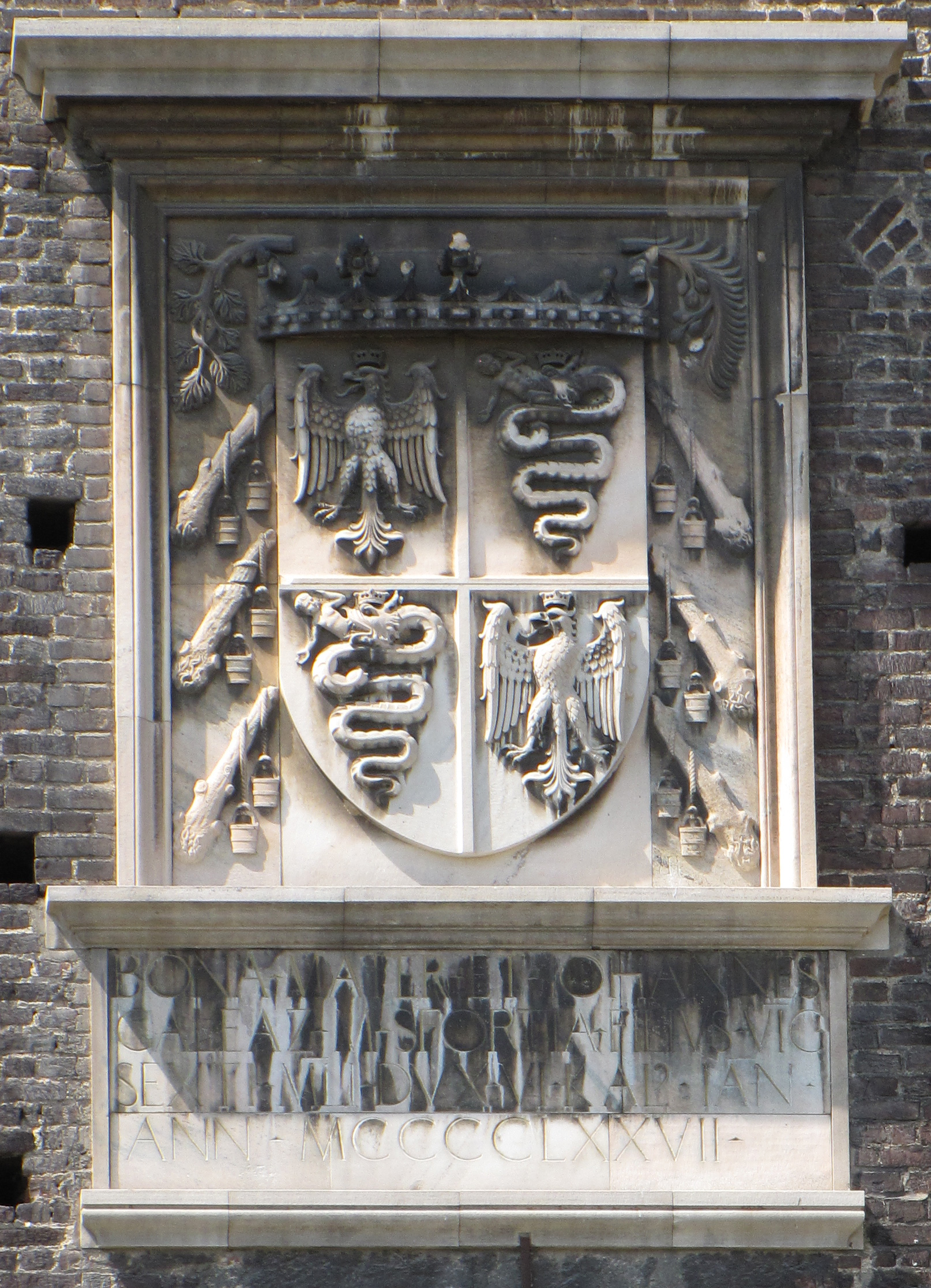
Les armes des Sforza de Milan encadrées par les devises aux boutefeux et seaux.

### Branches de la maison
Giacomo Muzio Attendolo eut de nombreux enfants, légitimes ou illégitimes, qui se répartirent son héritage. 
Trois d'entre eux se distinguent particulièrement et fondèrent chacun une des branches principales de la maison :
- Bosio, issu de son premier mariage avec Antonia Salimbeni, hérita de la seigneurie familiale de Cotignola et de plusieurs autres fiefs. Il devint également le premier comte de Santa Fiora de la maison Sforza en épousant en 1439 Cecilia Aldobrandeschi, héritière de ce comté ;
- Francesco, fils illégitime né de sa liaison avec Lucia Terzani, devint duc de Milan en 1450 à la suite de son mariage avec Blanche Marie Visconti en 1441, fille bâtarde et unique héritière de Philippe Marie Visconti ;
- Alessandro, frère cadet de Francesco, devint seigneur de Pesaro en 1444 après avoir racheté la cité à Galeazzo Malatesta.

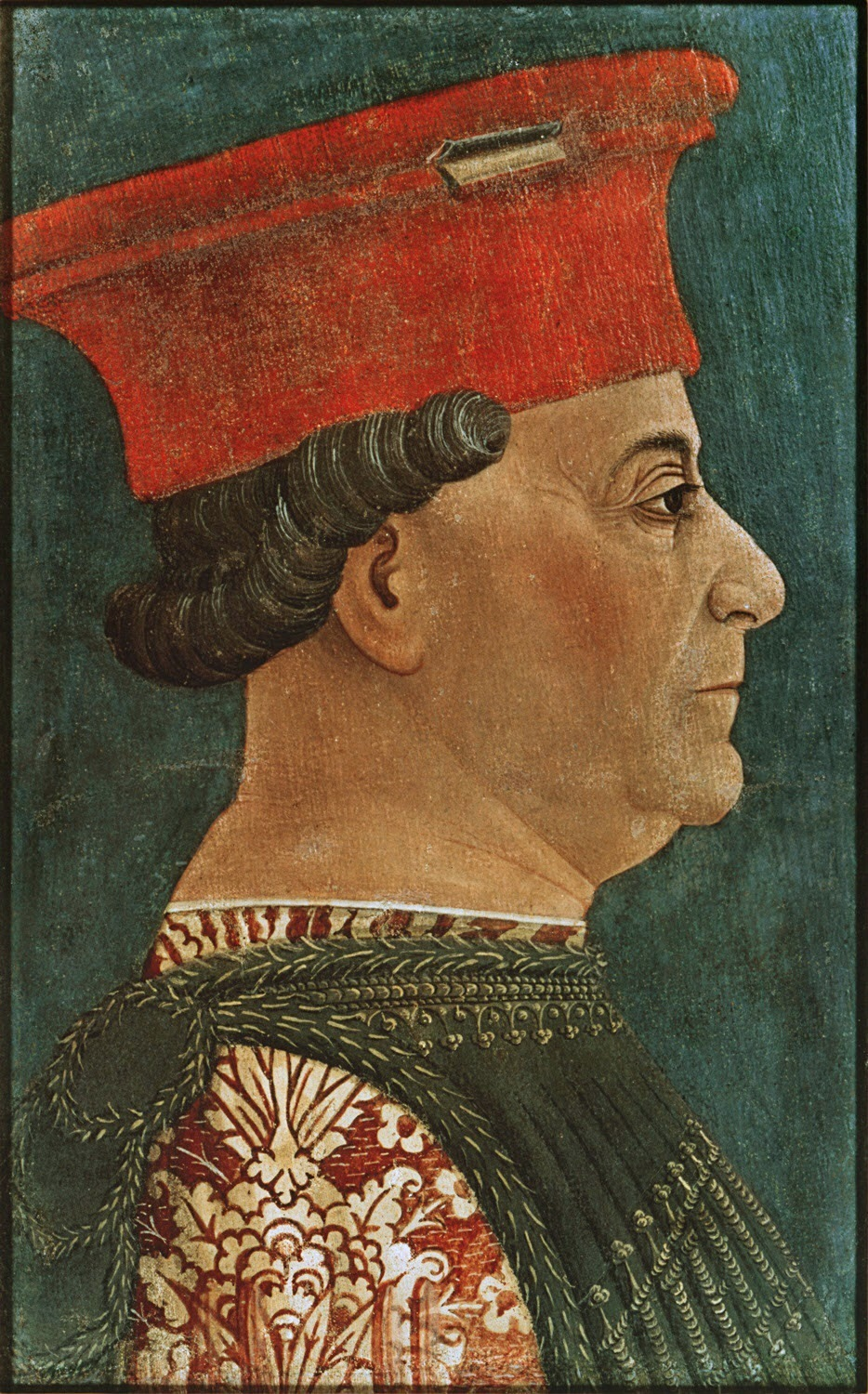
Francesco Sforza.
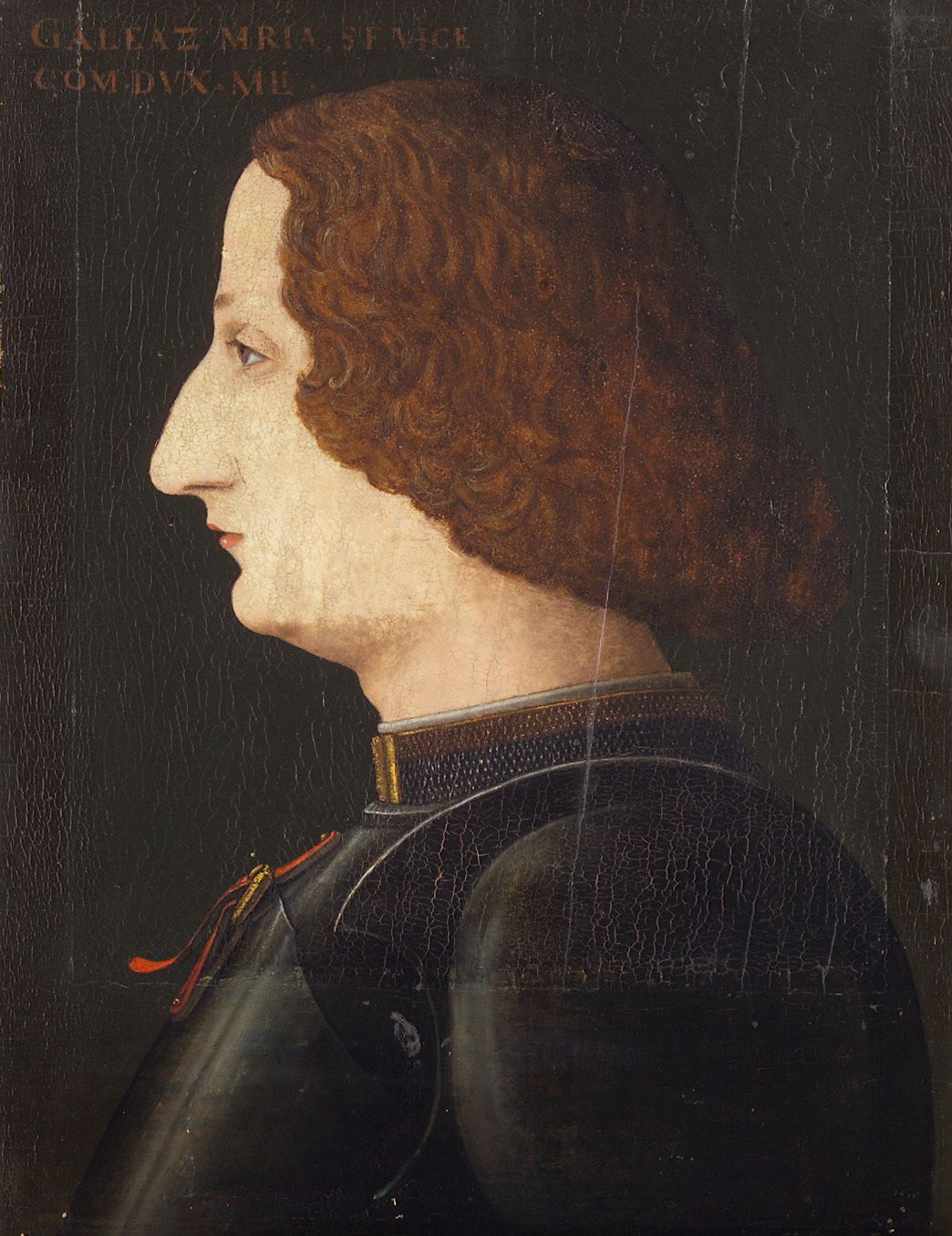
Galéas Marie Sforza.
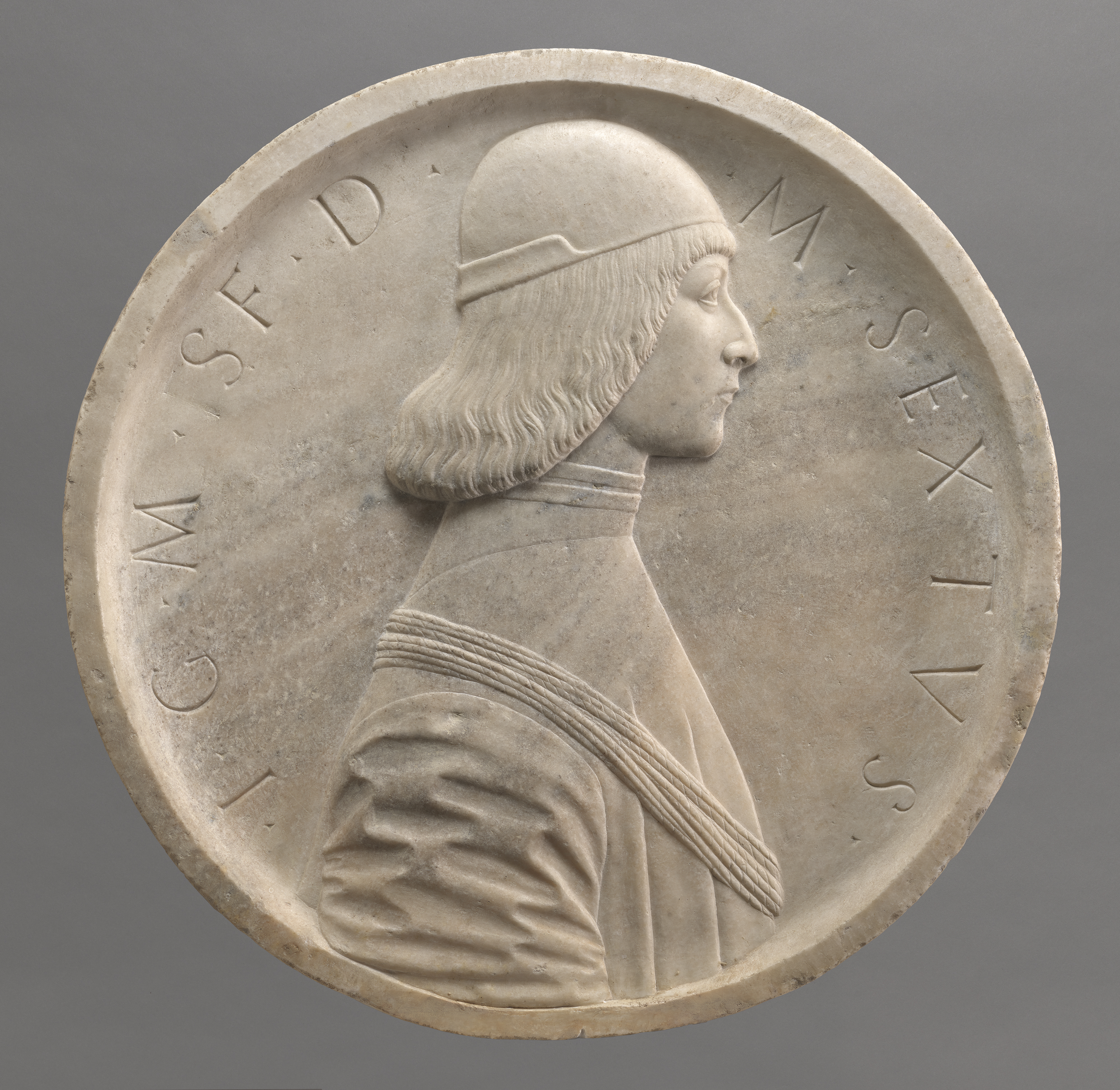
Jean Galéas Sforza.

#### Les comtes deSanta Fiora
Il s'agit de la branche aînée légitime, quoiqu'elle ne soit pas la plus puissante. Elle atteint son apogée au XVIe siècle en s'alliant à la famille du pape Paul III. Elle compta à cette époque trois cardinaux, Guido Ascanio, Francesco et Federico (au siècle suivant), ainsi qu'un chevalier de la Toison d'or, Sforza Sforza. Elle déclina au XVIIe siècle sous la pression des puissants voisins du comté, les Médicis.
- Bosio Ier (1410-1476), comte de Santa Fiora, comte de Cotignola, seigneur de Castell'Arquato
  - Francesco de Cotignola, comte de Cotignola
  - Sforzino de Castell'Arquato, seigneur de Castell'Arquato
- Guido de Santa Fiora, comte de Santa Fiora
- Giovanni de Santa Fiora, comte de Santa Fiora
- Federico I de Santa Fiora, comte de Santa Fiora
- Bosio II de Santa Fiora, comte de Santa Fiora
  - Sforza de Castell'Arquato, (1520-1575), marquis de Castell'Arquato, chevalier de l'ordre de la Toison d'or (1556)
    - Francesco de Varzi, comte de Cotignola, marquis de Varzi
- Mario Ier de Santa Fiora, comte de Santa Fiora
- Federico II de Santa Fiora, comte de Santa Fiora
- Alessandro de Segni, duc de Segni
  - Mario II de Santa Fiora, duc d'Onano, comte de Santa Fiora
    - Ludovico d'Onano, duc d'Onano

  - Paolo II de Proceno, marquis de Proceno
    - Francesco de Santa Fiora, duc d'Onano, comte de Santa Fiora
    - Federico de Segni, duc de Segni, rameau Sforza-Cesarini

#### Les ducs de Segni
Cette branche des comtes de Santa Fiora porte le nom de Sforza-Cesarini depuis le mariage de Federigo Sforza (1651-1712) et de Livia Cesarini (morte en 1712). Cette branche est encore subsistante au début du XXIe siècle.

#### Les ducs deMilan

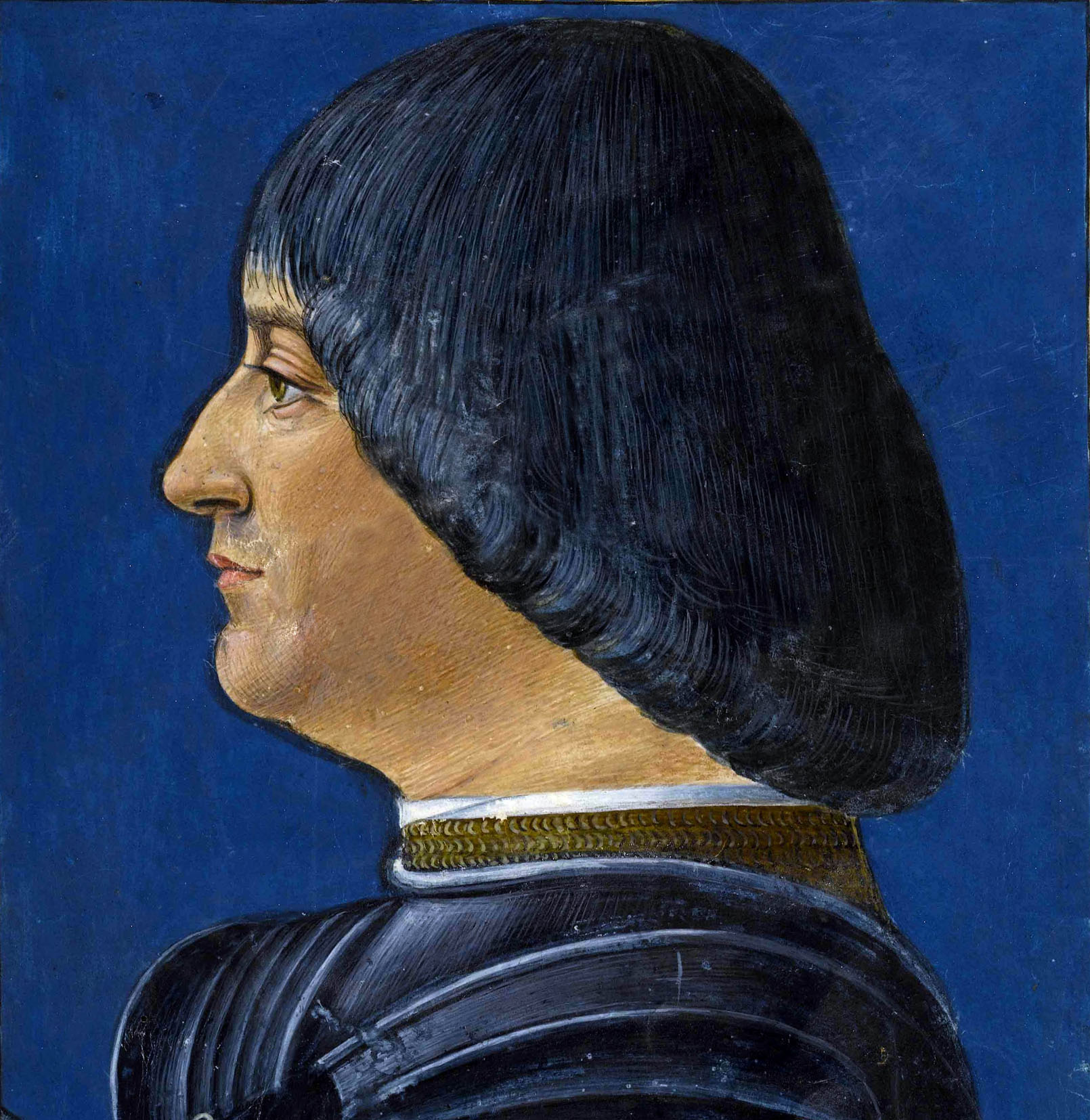
Ludovic Sforza dit « le More ».

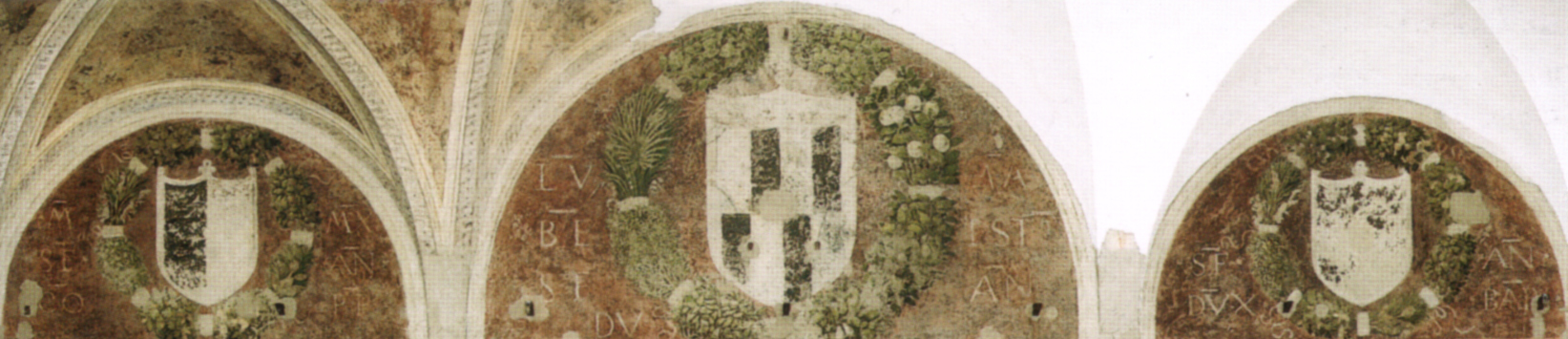
Armoiries de Maximilien, de Ludovic & Béatrice, et de François II Sforza, par Léonard de Vinci.

Le fils illégitime de Muzio Attendolo, Francesco Sforza (1401-1466) marié à Blanche Marie Visconti, unique descendante du duc de Milan, Philippe Marie Visconti, reprit le titre de duc de Milan en 1450 après la disparition de ce dernier et de la République ambrosienne (1447-1450).
- François Ier 1450-1466
- Galéas Marie 1466-1476
- Jean Galéas 1476-1494
- Ludovic Marie « le More » 1494-1499 et 1500
- Maximilien 1512-1515
- François II 1521-1524, 1525-1526 et 1529-1535

Ludovic Sforza (1452-1508), Ludovico il Moro, connu pour avoir pris Léonard de Vinci à son service, fut battu en 1500 par l'armée française de Louis XII.
Après que les Français eurent été rejetés par les troupes impériales et les Suisses, Maximilien Sforza, fils de Ludovic, devint duc de Milan, jusqu'au retour des Français et de François Ier qui l'emprisonna. La disparition de François II sans héritier provoqua le retour du fief à son suzerain, l'empereur Charles Quint. Ce dernier en investit son propre fils dès 1540, faisant passer le Milanais dans la couronne d'Espagne.

#### Les seigneurs dePesaro
- Alessandro Sforza (1409-1473), autre fils illégitime de Giacomo Attendolo (dit Muzio Sforza) et frère cadet de Francesco. Premier seigneur de Pesaro.
- Costanzo Ier Sforza (1447-1483)
- Giovanni Sforza (1466-1510)
- Costanzo II Sforza (1510-1512)
- Galéas Sforza (1470-1519), dernier seigneur de Pesaro

La famille s'unit aux Borgia, avec le mariage arrangé de Lucrèce Borgia (1480-1519) avec Giovanni Sforza (qui est le fils illégitime de Costanzo Ier Sforza).

## Arbre généalogique des Sforza
```
Giacomo (Muzio) Attendolo
, surnommé 
Sforza

│
├─>
Bosio I
er
, comte de Cotignola, premier comte de Santa Fiora
│ x Cecilia Aldobrandeschi, comtesse de Santa Fiora et 
Pitigliano

│ │
│ └─>
Comtes de Santa Fiora puis rameau Sforza-Cesarini

│
├─>
François I
er
 (
1401
-
1466
), duc de Milan 
1450
-
66

│ x 
Blanche Marie
, fille de 
Philippe Marie Visconti

│ │
│ ├─>
Galéas Marie
 (
1443
–
1476
), duc de Milan 
1466
-
76

│ │ │
│ │ ├─>
Catherine
 (
1463
-
1509
), princesse de Forlì
│ │ │ x 
Jean de Médicis 
le Popolano

│ │ │ │
│ │ │ └─>
Grands-ducs de Toscane

│ │ │
│ │ ├─>
Jean Galéas
 (
1469
-
1494
), duc de Milan 
1476
-
94
 sous la régence de sa mère 
Bonne de Savoie

│ │ │ x 
Isabelle de Naples
, puis de son oncle Ludovic 
le More

│ │ │ │
│ │ │ │
│ │ │ ├─>
François II
, comte de Pavie puis abbé
│ │ │ │
│ │ │ └─>
Bona
 (
1494
-
1557
)
│ │ │   x 
Sigismond I
er
 de Pologne

│ │ │   │
│ │ │   └─>
Rois de Pologne

│ │ │
│ │ └─>
Blanche-Marie
 (
1472
–
1510
)
│ │   x 
Maximilien 
I
er
 empereur
│ │
│ ├─>
Ippolita Maria
 (
1446
-
1484
)
│ │ x 
Alphonse II d'Aragon
 de 
Naples

│ │
│ ├─>
Ludovic Marie 
le More
 (
1452
–
1508
) duc de Milan 
1494
-
99
 et 
1500

│ │ │
│ │ └─>
Maximilien
 (
1493
-
1530
), duc de Milan 
1512
–
15

│ │ │
│ │ └─>
François II Marie
 (
1495
-
1535
), dernier duc de Milan 
(
1521
-
24
), (
1525
-
26
) et (
1529
-
35
)

│ │
│ └─>
Ascanio
 (
1455
-
1505
), cardinal
│
└─>
Alessandro
, premier seigneur de Pesaro
 x 
Constance de Varano

 │
 └─>
Costanzo I
er
 (
1447
-
1483
), seigneur de Pesaro
   │
   ├─>
Giovanni
 (
1466
-
1510
), seigneur de Pesaro
   | x
Maddalena Gonzaga

   │ x 
Lucrèce Borgia

   │ x 
Ginevra Tiepolo

   │ └─>
Costanzo II
 (
1510
-
1512
), seigneur de Pesaro
   │
   └─> 
Galeas
 (
1470
-
1519
), dernier seigneur de Pesaro
```

### Sources primaires
- (it) Luciano Moroni Stampa ( éd.) et Giuseppe Chiesi ( éd.), Ticino ducale : il carteggio e gli atti ufficiali, vol. I : Francesco Sforza, t. I : 1450-1455, Bellinzone, Edizioni dello Stato del Cantone Ticino, 1993, XLVII-472 p. (ISBN 88-7713-206-X).
- (it) Luciano Moroni Stampa ( éd.) et Giuseppe Chiesi ( éd.), Ticino ducale : il carteggio e gli atti ufficiali, vol. I : Francesco Sforza, t. II : 1456-1461, Bellinzone, Edizioni dello Stato del Cantone Ticino, 1994, XVI-480 p. (ISBN 88-7713-210-8).
- (it) Luciano Moroni Stampa ( éd.) et Giuseppe Chiesi ( éd.), Ticino ducale : il carteggio e gli atti ufficiali, vol. I : Francesco Sforza, t. III : 1462-1466, Bellinzone, Edizioni dello Stato del Cantone Ticino, 1995, XVII-627 p. (ISBN 88-7713-231-0).
- (it) Giuseppe Chiesi ( éd.), Ticino ducale : il carteggio e gli atti ufficiali, vol. II : Galeazzo Maria Sforza, t. I : 1466-1468, Bellinzone, Edizioni dello Stato del Cantone Ticino, 1999, XX-720 p. (ISBN 88-7713-281-7).
- (it) Giuseppe Chiesi ( éd.), Ticino ducale : il carteggio e gli atti ufficiali, vol. II : Galeazzo Maria Sforza, t. II : 1469-1472, Bellinzone, Edizioni dello Stato del Cantone Ticino, 2001, XVIII-764 p. (ISBN 88-7713-356-2).
- (it) Giuseppe Chiesi ( éd.), Ticino ducale : il carteggio e gli atti ufficiali, vol. II : Galeazzo Maria Sforza, t. III : 1473-1476, Bellinzone, Edizioni dello Stato del Cantone Ticino, 2003, XVIII-656 p. (ISBN 88-7713-402-X).
- (it) Giuseppe Chiesi ( éd.), Ticino ducale : il carteggio e gli atti ufficiali, vol. III : Gian Galeazzo Maria Sforza : reggenza di Bona di Savoia, t. I : 1476-1477, Bellinzone, Edizioni dello Stato del Cantone Ticino, 2006, XX-465 p. (ISBN 88-7713-446-1).
- (it) Giuseppe Chiesi ( éd.), Ticino ducale : il carteggio e gli atti ufficiali, vol. III : Gian Galeazzo Maria Sforza : reggenza di Bona di Savoia, t. II : 1478, Bellinzone, Edizioni dello Stato del Cantone Ticino, 2010, 748 p. (présentation en ligne), [présentation en ligne].
- (it) Giuseppe Chiesi ( éd.), Ticino ducale : il carteggio e gli atti ufficiali, vol. III : Gian Galeazzo Maria Sforza : reggenza di Bona di Savoia, t. III : 1479-1480, Bellinzone, Edizioni dello Stato del Cantone Ticino, 2014, 876 p.
- (it) Giuseppe Chiesi ( éd.), Ticino ducale : il carteggio e gli atti ufficiali, vol. IV : Gian Galeazzo Maria Sforza : reggenza di Ludovico il Moro, t. I : 1480-1484, Bellinzone, Edizioni Casagrande, coll. « Ticino Ducale », 2016, 686 p. (ISBN 9788877137067).
- (it) Giuseppe Chiesi ( éd.), Ticino ducale : il carteggio e gli atti ufficiali, vol. IV : Gian Galeazzo Maria Sforza : reggenza di Ludovico il Moro, t. II : 1485-1489, Bellinzone, Edizioni Casagrande, 2017, 716 p. (présentation en ligne).
- (it) Giuseppe Chiesi ( éd.), Ticino ducale : il carteggio e gli atti ufficiali, vol. IV : Gian Galeazzo Maria Sforza : reggenza di Ludovico il Moro, t. III : 1490-1494, Bellinzone, Edizioni Casagrande, 2022, 776 p. (ISBN 9788877139955).